# كارل فون مار
كارل فون مار (بالألمانية: Carl von Marr)‏ هو أستاذ جامعي ورسام أمريكي، ولد في 14 فبراير 1858 في ميلواكي في الولايات المتحدة، وتوفي في 10 يوليو 1936 في ميونخ في ألمانيا.